# Faux-Villecerf
Faux-Villecerf é uma comuna francesa na região administrativa de Grande Leste, no departamento de Aube. Estende-se por uma área de 21,3 km². Em 2010 a comuna tinha 223 habitantes (densidade: 10,5 hab./km²).